# Dreetzsee (Carwitz)
Der Dreetzsee (gelegentlich auch nur als Dreetz bezeichnet) ist ein mesotropher See im Süden von Mecklenburg-Vorpommern. Er liegt im Ortsteil Carwitz der Gemeinde Feldberger Seenlandschaft (Landkreis Mecklenburgische Seenplatte). Der See wurde erstmals 1556 urkundlich erwähnt. Der Seename leitet sich vermutlich vom slawischen Wort drêt für trösten ab.

## Lage
Der Dreetzsee liegt im Naturpark Feldberger Seenlandschaft südöstlich von Feldberg. Der See ist über 1900 Meter lang und im Süden ungefähr 800 Meter, im Norden ungefähr 250 Meter breit. Das Ostufer des Sees gehört zum Land Brandenburg.

## Entstehung
Der zwischen Endmoräne und Sander gelegene See ist am Ende der Weichseleiszeit durch das Abschmelzen der Eismassen entstanden.

## Gliederung
Der Dreetzsee wird vom nordöstlich gelegenen Carwitzer See aus bewässert, mit dem er direkt über den Hals verbunden ist. Er entwässert unterirdisch über den 9,8 Meter tiefer liegenden Krüselinsee und dann über den Küstriner Bach in Richtung Lychener Seen und weiter zur Havel.
Der See ist stark gegliedert. Am östlichen Ufer, also an der Grenze zu Brandenburg, befinden sich zwei Buchten, die Grote Urt und die Lütte Urt. Weiter südöstlich befindet sich der Kätelkuhl, eine kleine Wasserfläche, die nur durch eine schmale und flache Stelle mit dem See verbunden ist. Nach Süden folgen die sehr kleinen Buchten Rosenkunkel und Wiesenkunkel. Am Südende, am Landgraben, befindet sich ein Zeltplatz mit einer Badestelle. Von hier aus kommt es zur Durchsickerung des Wassers aus den Feldberger Seen, das durch Bandquellen in den Krüselinsee fließt. Diese Quellen sind bis heute der einzige natürliche Abfluss der Feldberger Seen. Unweit des Nordufers liegt das Dorf Carwitz. Große Teile des hügeligen Ufers sind bewaldet. Am westlichen Ufer ist überwiegend Laubwald anzutreffen, südlich und östlich überwiegend Nadelwald. Die Höhen um den See erreichen 100 m ü. NHN.

## Nutzung
Der See wird zu Erholungszwecken und für den Fischfang genutzt. Am Nordufer befindet sich der Ort Carwitz. Die Grundstücke der Einwohner reichen teilweise bis an den See heran. Am Südufer, auf dem Landgraben, befindet sich der Zeltplatz C 86 und entlang dessen ein Badestrand. Der Dreetzsee ist für Boote mit Verbrennungsmotor gesperrt.

## Fauna
Häufige Fischarten sind Quappe, Ukelei, Karpfen, Wels, Blei, Hecht, Rotfeder, Schleie, Aal, Kaulbarsch, Karausche, Flussbarsch, Plötze, Dreistachliger Stichling und Güster. Selten sind Bachneunauge, Regenbogenforelle, Zwergwels, Gründling, Graskarpfen, Silberkarpfen und Zander.